# Anaphora (tu từ học)

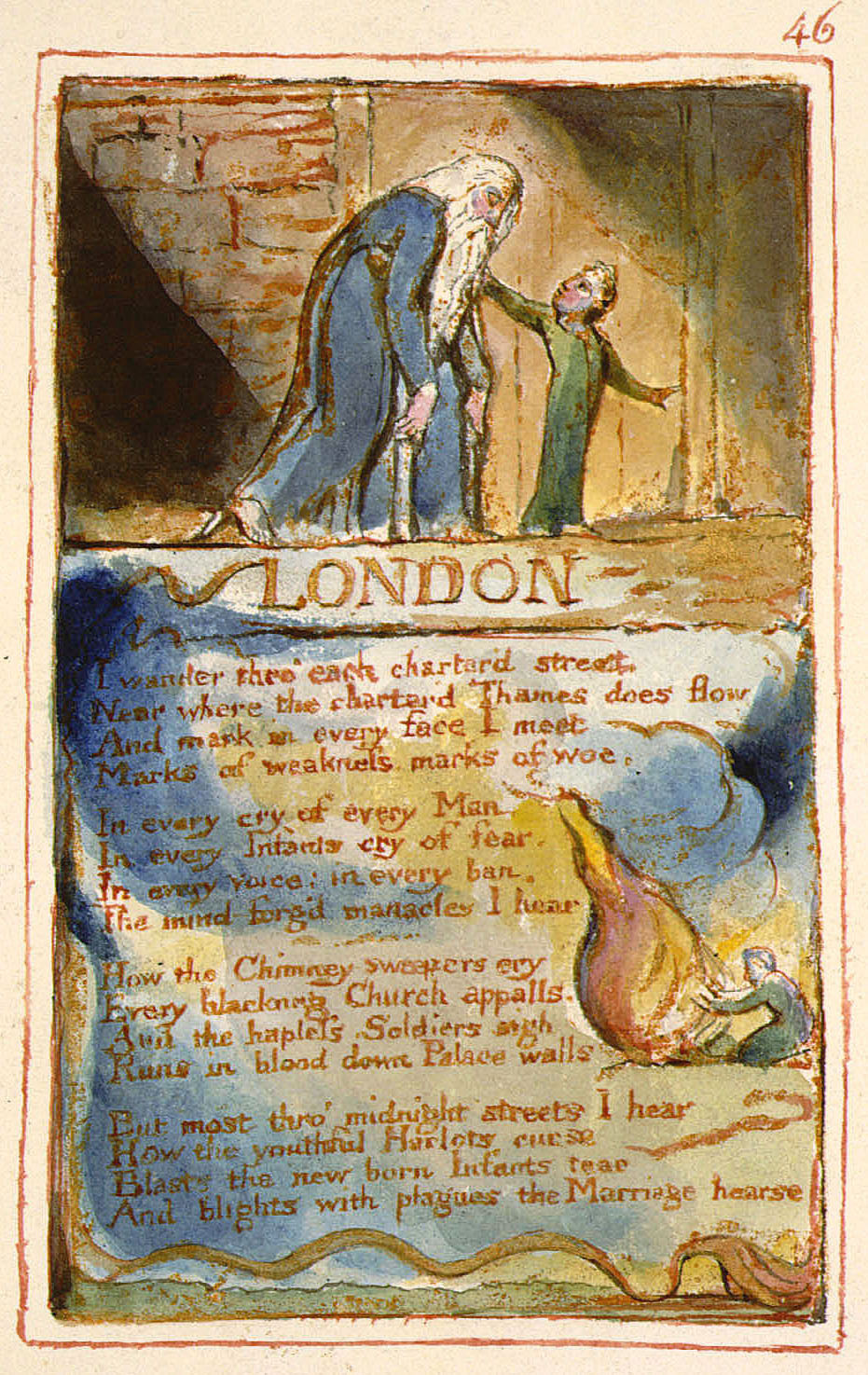
Khổ thơ thứ hai trong tác phẩm London (William Blake poem) của William Blake thể hiện một ví dụ của sự hồi chỉ. Hình ảnh này là một bản sao kỹ thuật số của bản in vào năm 1826 vẽ tay của tác giả từ Bản sao AA của Songs of Innocence and of Experience. Hình ảnh này hiện nằm trong bộ sưu tập ở bảo tàng Fitzwilliam.

Trong tu từ học, anaphora (tiếng Hy Lạp: ἀναφορά, "mang trở lại") là một biện pháp tu từ, đó là việc lặp lại chuỗi từ ngữ ở đầu của các câu lân cận kể từ câu khởi đầu để nhấn mạnh. Ngược lại, epistrophe (hay epiphora) là việc lặp lại từ ngữ ở cuối câu. Anaphora và epistrophe dùng kết hợp với nhau thì gọi là symploce.

## Ví dụ
Nhấn mạnh từ "she" (cô ấy) để nói về hình ảnh "cô ấy" trước kia của bản thân tác giả (ca sĩ Sara Bareilles):
She's imperfect, but she tries

She is good, but she lies

She is hard on herself

She is broken and won't ask for help

She is messy, but she's kind

She is lonely most of the time

She is all of this mixed up and baked in a beautiful pie

She is gone, but she used to be mine— Sara Bareilles, "She Used to Be Mine"